# Бекбулатов Вадим Миколайович
Вадим Миколайович Бекбулатов (біл. Вадзім Мікалаевіч Бекбулатаў; 8 березня 1970, м. Свердловськ, СРСР) — білоруський хокеїст, центральний нападник. Заслужений майстер спорту Республіки Білорусь (2002). 
Вихованець хокейної школи «Юність» (Мінськ), тренер — В. Євдокимов. Виступав за: СКІФ-ШВСМ, «Динамо» (Мінськ), «Тівалі» (Мінськ), «Гренобль», «Сєвєрсталь» (Череповець), «Літвінов», СКА (Санкт-Петербург), «Витязь» (Чехов), «Динамо-Енергія» (Єкатеринбург), «Керамін» (Мінськ), «Гомель».
У складі національної збірної Білорусі провів 91 матчів (27+32); учасник зимових Олімпійських ігор 1998 і 2002, учасник чемпіонатів світу 1994 (група C), 1996 (група B), 1997 (група B), 1998, 1999 і 2003. У складі молодіжної збірної СРСР учасник чемпіонату світу 1987.
Досягнення
- Бронзовий призер Спартакіади народів СРСР (1990)
- Чемпіон Білорусі (1993, 1994), срібний (2006), бронзовий (2004) призер
- Срібний призер СЄХЛ (2004).